# Königliche Blutrache
Königliche Blutrache, alternativer deutscher Titel Die tote Königin (original: Inês de Castro) ist ein portugiesisch-spanisches Filmdrama aus dem Jahr 1944. Der Film des portugiesischen Regisseurs José Leitão de Barros behandelt die tragische Geschichte der Inês de Castro, einer im kollektiven Gedächtnis vor allem Portugals stark verankerten Liebesgeschichte.

## Handlung

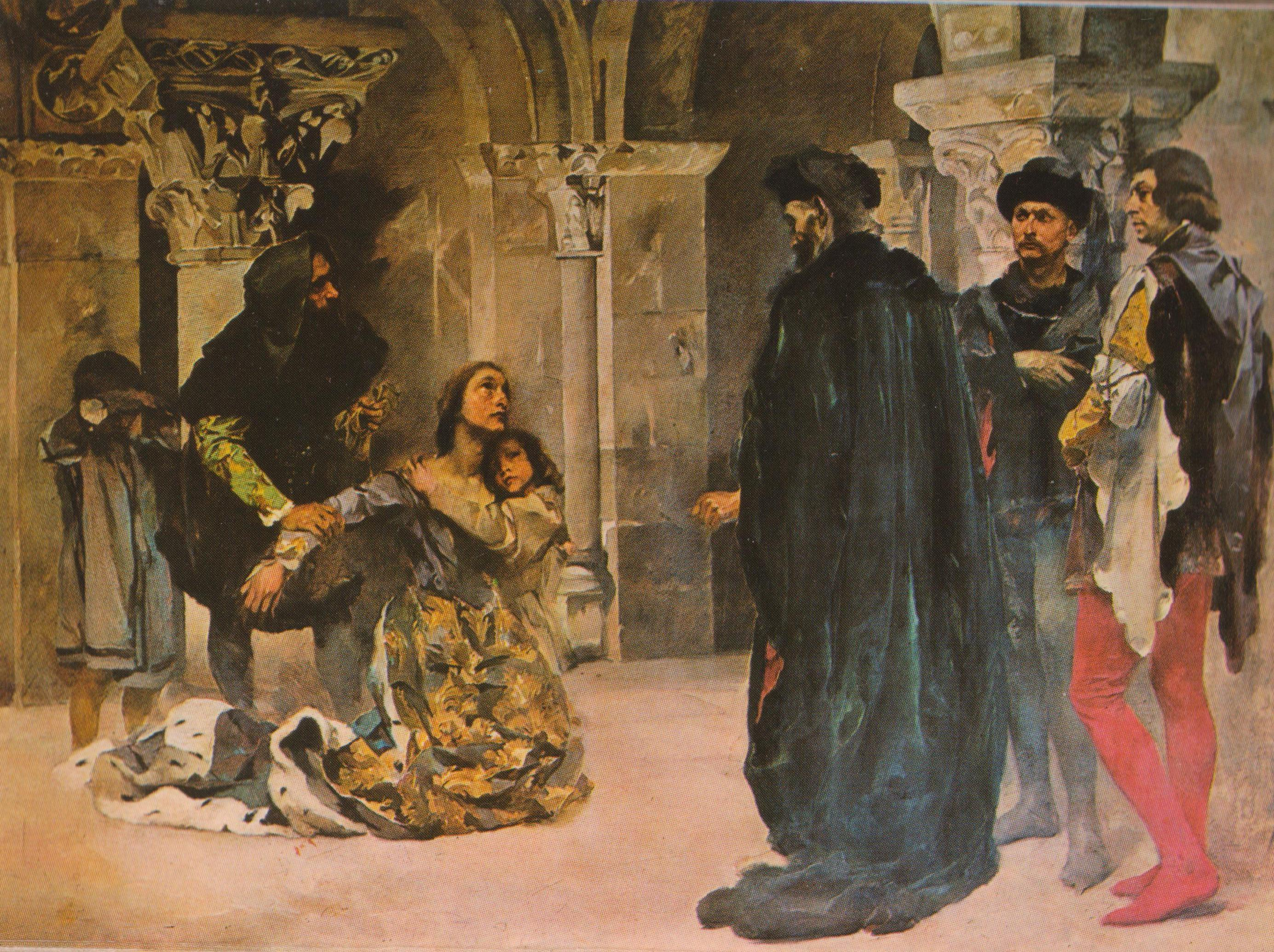
Der Mord an Inês de Castro, Gemälde von Columbano Bordalo Pinheiro (um 1902)

1336 besiegelten das Königreich Portugal und das Königreich Kastilien ihren Frieden mit der Heirat der kastilischen Prinzessin Constança Manuel mit dem portugiesischen Prinzen D. Pedro. Constança bringt mit ihrem Hofstaat auch ihre Hofdame Inês de Castro in die portugiesische Hauptstadt Coimbra.
Dom Pedro verliebt sich in Inês und verführt sie am Tag der Taufe seines ersten Kindes mit Constança. Sie werden ein Liebespaar und bekommen eigene Kinder. Als Constança krank wird und sich ihr Gesundheitszustand stetig verschlechtert, wird Pedros Liebe zu Inês zu einem Politikum. Berater des portugiesischen Königs Alfons IV. warnen vor den Gefahren einer möglichen Liaison Pedros mit der kastilischen Hofdame, und Inês verlässt Coimbra, um weitere Gefahren für alle Beteiligten abzuwenden.
Doch Pedro hält an Inês fest, und als Constança stirbt, lässt er Inês zu sich bringen und verlebt acht glückliche Jahre mit ihr. Am Hofe seines Vaters mehren sich derweil die warnenden Stimmen, die nun offen von ihm den Tod seiner Schwiegertochter Inês fordern. Als Pedro eines Tages auswärts auf Reisen ist, gibt König Alfons IV. nach und befiehlt die Ermordung von Inês.
Pedro reagiert nach seiner Rückkehr mit blinder Wut und geht mit Gewalt gegen seinen Vater vor, doch kann der Frieden danach wieder hergestellt werden.
Nach dem Tod des Königs wird Pedro als neuer König Portugals gekrönt. Nun lässt er die drei Mörder seiner geliebten Inês aufspüren und ermorden. Nach vollzogener Rache lässt er Inês ausgraben, krönt ihren bereits halb verwesenen Leichnam und zwingt den gesamten Hof, ihr mit einem Handkuss Ehre zu erweisen. Danach lässt er sie im Kloster Alcobaça in einem prachtvoll ausgearbeiteten Sarkophag bestatten.

## Rezeption
Der Film feierte am 28. Dezember 1944 in Madrid und am 9. April 1945 in Lissabon Premiere. Danach lief der Film auch in den Kinos in anderen Ländern, darunter Brasilien, Mexiko (1946), Frankreich (1948) und Deutschland (1951).
Es war die erste portugiesisch-spanische Koproduktion. Die beiden klerikalfaschistischen Regime, seit 1939 im Bloco Ibérico verbündet, ermöglichten so eine Zeit lang gemeinsame, besondere teure Historienfilm-Produktionen, die in ihren historisierenden und heroisierenden Macharten auch den Vorstellungen der jeweiligen Propaganda entsprachen. Der Stoff von Inês de Castro, der die Geschichte beider Länder betrifft, eignete sich hier besonders gut für eine erste pan-iberische Zusammenarbeit, gleichwohl er in allen Kunstformen bereits ausgiebig bearbeitet worden war (im Medium Film bereits erstmals 1910). Der in Historienfilmen erfahrene portugiesische Regisseur Leitão de Barros leitete ein portugiesisch-spanisches Team an Schauspielern und Technikern, darunter der inzwischen in Spanien arbeitende deutsche Kameramann Heinrich Gärtner, der 1933 mit Max Nosseck nach Portugal gekommen war. In Franco-Spanien erhielt der Film das Prädikat „von nationalem Interesse“.
Die zeitgenössische, von der Zensur überwachte Kritik beurteilte den Film erwartungsgemäß positiv. Doch auch die zeitübergreifende Kritik erkennt, trotz der streckenweise als zu theatralisch empfundenen Darsteller und der zu literarischen Dialoge, eine Vielzahl an positiven Aspekten an, darunter die gelungene Inszenierung und das damals erstaunlich aufwändige Szenenbild, mit vielen insgesamt gelungenen, kraftvoll-dramatischen Szenen, etwa die Schlussszenen mit António Vilars diabolisch-fanatischer Darstellung des von Rachesucht zum Wahnsinn getriebenen D. Pedro.

„Die hochdramatische Geschichte einer portugiesischen Hofdame, die Geliebte und heimliche Ehefrau des Infanten Pedro war, auf Befehl des Königs Alfons VI. ermordet und von ihrem Liebhaber grausam gerächt wurde“

Inês de Castro erschien in Portugal Ende der 1980er Jahre auch als VHS-Kaufkassette bei Filmitalus.